# John Murray Anderson
Pour les articles homonymes, voir Anderson.
John Murray Anderson, né le 20 septembre 1886 à Saint-Jean de Terre-Neuve et mort le 30 janvier 1954 à New York, est un directeur de théâtre canadien, producteur, auteur, acteur, scénariste, danseur et réalisateur, ayant fait carrière aux États-Unis, initialement à New York puis à Hollywood. Il a travaillé dans la plupart des genres de spectacles, dont le vaudeville et le théâtre de Broadway. Il a également dirigé des pièces à Londres. Il est connu sous le nom « Oncle Broadway » et du « Roi du music-hall ».

## Biographie

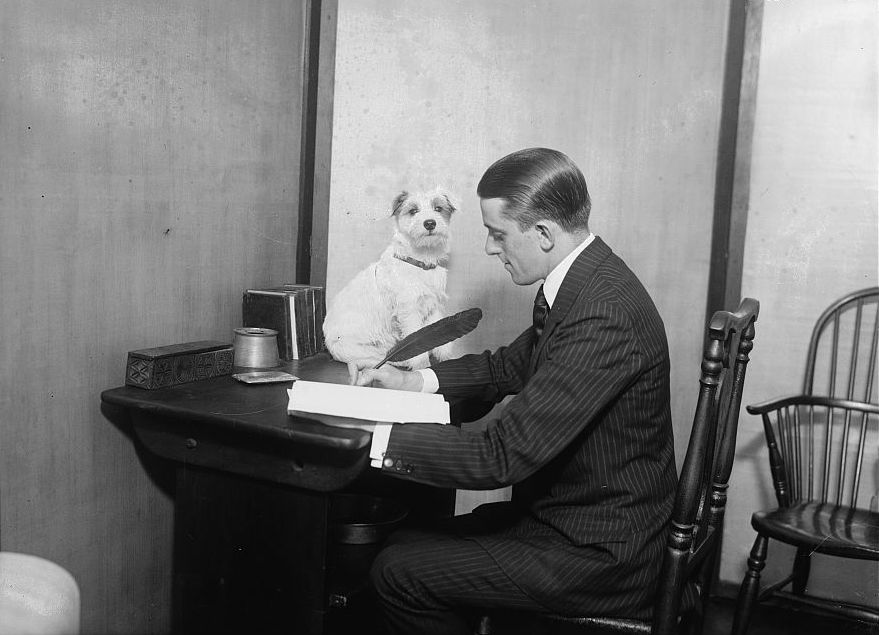
John Murray Anderson en 1918.

Né en 1886 à Saint-Jean de Terre-Neuve, il émigre à New York en 1910 où il commence sa carrière en tant que danseur de salon. Son premier succès est The Greenwich Village Follies en 1919. Il produit par la suite 34 comédies et revues musicales.

## Chansons
- 1920 : A young man's fancy[3]
- 1925 : Happy melody
- 1951 : 
  - Picnic in the Park, du film Sous le plus grand chapiteau du monde (The Greatest Show on Earth)[4].
  - You Can't Say Goodbye to Hawaii
- 1952 :
  - Sing a Happy Song
  - Popcorn and Lemonade

## Théâtre
- 1919-1920 : The Greenwich Village Follies of 1919, revue, musique d'A. Baldwin Sloane, lyrics de John Murray Anderson et Arthur Swanstrom, livret de John Murray Anderson et Philip Bartholomae
- 1920 : What's in a Name?, revue, musique de Milton Ager, lyrics, livret et mise en scène de John Murray Anderson
- 1921-1922 : The Greenwich Village Follies of 1921, musique de Carey Morgan, lyrics et sketches de John Murray Anderson et Arthur Swanstrom
- 1922-1923 : The Greenwich Village Follies of 1922, revue, musique de Louis A. Hirsch, Irving Caesar et Harry Ruby, lyrics de John Murray Anderson, Irving Caesar et Bert Kalmar,
- 1923 : Jack and Jill, comédie musicale, musique d'Augustus Barratt, lyrics d'Otto Harbach, John Murray Anderson et Augustus Barratt, livret de Frederic Isham et Otto Harbach : Daniel Malone (à Broadway)
- 1932 : Over the Page, revue, musique d'Henry Sullivan, lyrics de Desmond Carter, sketches de Dion Titheradge et John Murray Anderson
- 1935 : Jumbo, comédie musicale, musique et lyrics de Richard Rodgers et Lorenz Hart, livret de Ben Hecht et Charles MacArthur, mise en scène de John Murray Anderson et George Abbott

## Filmographie
- 1930 : La Féerie du jazz (réalisateur)
- 1944 : Le Bal des sirènes (ballet aquatique)